# Ormosia affixa
Ormosia affixa är en tvåvingeart som beskrevs av Alexander 1936. Ormosia affixa ingår i släktet Ormosia och familjen småharkrankar. Inga underarter finns listade i Catalogue of Life.